# 芳香族L-氨基酸脱羧酶
芳香族L-氨基酸脱羧酶（英語：Aromatic L-amino acid decarboxylase，EC 4.1.1.28；同义词：多巴脱羧酶、色氨酸脱羧酶、5-羟色氨酸脱羧酶、AAAD）是一个裂合酶。